# San Giorgio Morgeto
San Giorgio Morgeto – miejscowość i gmina we Włoszech, w regionie Kalabria, w prowincji Reggio Calabria.
Według danych na rok 2004 gminę zamieszkiwało 3365 osób, 96,1 os./km².

## Współpraca
- Aosta, Włochy